# Coupe des champions de la CONCACAF 1989
Navigation
Édition précédente Édition suivante
La Coupe des champions de la CONCACAF 1989 était la vingt-cinquième édition de cette compétition.
Elle a été remportée par le Pumas UNAM face au Pinar del Río sur le score cumulé de quatre buts à deux.

## Participants
Un total de 29 équipes provenant d'un maximum de 15 nations pouvaient participer au tournoi. Elles appartenaient aux zones Amérique du Nord, Amérique Centrale et Caraïbes de la CONCACAF.
Le tableau des clubs qualifiés était le suivant :
| Nation                                    | Club                              | Raison de qualification                                    |
| Zone Amérique du Nord / Amérique Centrale |                                   |                                                            |
| Deuxième tour                             |                                   |                                                            |
| Mexique                                   | Pumas UNAM                        | Second du championnat du Mexique 1987-88.                  |
| Mexique                                   | Universidad de Guadalajara        | Meilleur demi-finaliste du championnat du Mexique 1987-88. |
| États-Unis                                | St. Louis Busch Seniors           | Vainqueur de la National Challenge Cup 1988.               |
| États-Unis                                | Greek-American San Francisco (en) | Finaliste de la National Challenge Cup 1988.               |
| Costa Rica                                | CS Herediano                      | Champion du Costa Rica 1986-87.                            |
| Costa Rica                                | CS Cartagines                     | Second du championnat du Costa Rica 1986-87.               |
| Salvador                                  | Luis Ángel Firpo                  | Champion du Salvador 1988-89.                              |
| Salvador                                  | Cojutepeque FC (en)               | Second du championnat du Salvador 1988-89.                 |
| Honduras                                  | Real España                       | Champion du Honduras 1988.                                 |
| Honduras                                  | CD Olimpia                        | Second du championnat du Honduras 1988.                    |
| Guatemala                                 | CSD Municipal                     | Champion du Guatemala 1988.                                |
| Guatemala                                 | Aurora FC                         | Second du championnat du Guatemala 1988.                   |
| Panama                                    | CD Plaza Amador                   | Champion du Panamá 1988.                                   |
| Belize                                    | Duurly's                          | Méthode de qualification inconnue.                         |
| Premier tour                              |                                   |                                                            |
| Nicaragua                                 | América Managua                   | Champion du Nicaragua 1988.                                |
| Nicaragua                                 | Diriangén FC                      | Second du championnat du Nicaragua 1988.                   |
| Panama                                    | Deportivo La Previsora            | Second du championnat du Panamá 1988.                      |
| Belize                                    | Coke Milpross                     | Méthode de qualification inconnue.                         |
| Zone Caraïbes                             |                                   |                                                            |
| Troisième tour                            |                                   |                                                            |
| Trinité-et-Tobago                         | Defence Force                     | Champion de Trinité-et-Tobago 1989.                        |
| Trinité-et-Tobago                         | Trintoc                           | Second du championnat de Trinité-et-Tobago 1989.           |
| Antilles néerlandaises                    | CRKSV Jong Colombia               | Champion des Antilles néerlandaises 1989                   |
| Antilles néerlandaises                    | SV Juventus                       | Vice-champion des Antilles néerlandaises 1989              |
| Cuba                                      | FC Pinar del Río                  | Champion de Cuba 1987-88.                                  |
| Deuxième tour                             |                                   |                                                            |
| Guadeloupe                                | L'Étoile de Morne-à-l'Eau         | Second du championnat de Guadeloupe 1987-88.               |
| Haïti                                     | Aigle Rouge                       | Méthode de qualification inconnue.                         |
| Premier tour                              |                                   |                                                            |
| Martinique                                | Reveil Sportif                    | Méthode de qualification inconnue.                         |
| Martinique                                | RC Rivière-Pilote                 | Méthode de qualification inconnue.                         |
| Guadeloupe                                | Solidarité Scolaire               | Champion de Guadeloupe 1987-88.                            |
| Haïti                                     | Tempête FC                        | Méthode de qualification inconnue.                         |

## Calendrier
| Tour                          | Nom                    | Date aller           | Date retour          | Équipes participantes | Équipes restantes |
| Phase de qualification (1989) |                        |                      |                      |                       |                   |
| 1                             | Phase de qualification | 8 mars - 28 novembre | 8 mars - 28 novembre | 29                    | 29 à 2            |
| Phase finale (1990)           |                        |                      |                      |                       |                   |
| 1                             | Finale                 | 16 janvier           | 6 février            | 2                     | 2 à 1             |

## Compétition

### Phase de qualification

#### ZoneAmérique du Nord/Amérique Centrale

##### Premier tour
| Date          | Pays | Club            | Aller | Retour | Club                   | Pays | Commentaire |
| 16 / 30 avril |      | Coke Milpross   | 3-0   | 1-1    | Diriangén FC           |      |             |
| 16 / 30 avril |      | América Managua | 1-1   | 0-2    | Deportivo La Previsora |      |             |

##### Deuxième tour
| Date               | Pays | Club                              | Aller | Retour | Club                       | Pays | Commentaire |
| 13 mars / 15 avril |      | St. Louis Busch Seniors           | 0-1   | 0-8    | Universidad de Guadalajara |      |             |
| 22 mars / 19 avril |      | Greek-American San Francisco (en) | 2-2   | 1-5    | Pumas UNAM                 |      |             |
| 28 mai / 16 juin   |      | Duurly's                          | 0-3   | 2-6    | Deportivo La Previsora     |      |             |
| 4 / 25 juin        |      | Coke Milpross                     | 1-1   | 1-4    | CD Plaza Amador            |      |             |

Le tournoi suivant a eu lieu dans le Stade Olimpico Metropolitano à San Pedro Sula au Honduras.
| Rang | Équipe           | Pts | J | G | N | P | Bp | Bc | Diff |
| ---- | ---------------- | --- | - | - | - | - | -- | -- | ---- |
| 1    | CS Cartagines    | 4   | 3 | 2 | 0 | 1 | 4  | 1  | +3   |
| 2    | Real España      | 4   | 3 | 1 | 2 | 0 | 2  | 1  | +1   |
| 3    | Luis Ángel Firpo | 2   | 3 | 0 | 2 | 1 | 1  | 2  | -1   |
| 4    | Aurora FC        | 2   | 3 | 0 | 2 | 1 | 2  | 5  | -3   |

| Date     | Pays | Club          | Score | Club             | Pays |
| 8 avril  |      | CS Cartagines | 1-0   | Luis Ángel Firpo |      |
| 8 avril  |      | Real España   | 1-1   | Aurora FC        |      |
| 12 avril |      | Aurora FC     | 1-1   | Luis Ángel Firpo |      |
| 12 avril |      | Real España   | 1-0   | CS Cartagines    |      |
| 15 avril |      | CS Cartagines | 3-0   | Aurora FC        |      |
| 15 avril |      | Real España   | 0-0   | Luis Ángel Firpo |      |

Le tournoi suivant a eu lieu dans le Stade Tiburcio Carias Andino à Tegucigalpa au Honduras.
| Rang | Équipe              | Pts | J | G | N | P | Bp | Bc | Diff |
| ---- | ------------------- | --- | - | - | - | - | -- | -- | ---- |
| 1    | CD Olimpia          | 5   | 3 | 2 | 1 | 0 | 7  | 4  | +3   |
| 2    | CS Herediano        | 4   | 3 | 1 | 2 | 0 | 7  | 5  | +2   |
| 3    | CSD Municipal       | 2   | 3 | 0 | 2 | 1 | 5  | 6  | -1   |
| 4    | Cojutepeque FC (en) | 1   | 3 | 0 | 1 | 2 | 3  | 7  | -4   |

| Date     | Pays | Club          | Score | Club                | Pays |
| 9 avril  |      | CS Herediano  | 3-2   | CSD Municipal       |      |
| 9 avril  |      | CD Olimpia    | 3-1   | Cojutepeque FC (en) |      |
| 13 avril |      | CSD Municipal | 1-1   | Cojutepeque FC (en) |      |
| 13 avril |      | CD Olimpia    | 2-1   | CS Herediano        |      |
| 16 avril |      | CS Herediano  | 3-1   | Cojutepeque FC (en) |      |
| 16 avril |      | CD Olimpia    | 2-2   | CSD Municipal       |      |

##### Troisième tour
| Date         | Pays | Club                   | Aller | Retour | Club                       | Pays | Commentaire         |
| 12 / 31 août |      | Deportivo La Previsora | 0-1   | 3-2    | Universidad de Guadalajara |      | Prolongations : 2-3 |
| 20 / 27 août |      | CD Plaza Amador        | 0-4   | 0-6    | Pumas UNAM                 |      |                     |

Le tournoi suivant a eu lieu dans le Stade Tiburcio Carias Andino à Tegucigalpa au Honduras.
| Rang | Équipe        | Pts | J | G | N | P | Bp | Bc | Diff |
| ---- | ------------- | --- | - | - | - | - | -- | -- | ---- |
| 1    | CD Olimpia    | 6   | 3 | 3 | 0 | 0 | 8  | 1  | +7   |
| 2    | CS Herediano  | 3   | 3 | 1 | 1 | 1 | 6  | 5  | +1   |
| 3    | Real España   | 2   | 3 | 1 | 0 | 2 | 3  | 6  | -3   |
| 4    | CS Cartagines | 1   | 3 | 0 | 1 | 2 | 2  | 7  | -5   |

| Date    | Pays | Club         | Score | Club          | Pays |
| 11 juin |      | Real España  | 1-3   | CS Herediano  |      |
| 11 juin |      | CD Olimpia   | 3-0   | CS Cartagines |      |
| 14 juin |      | CS Herediano | 2-2   | CS Cartagines |      |
| 14 juin |      | CD Olimpia   | 3-0   | Real España   |      |
| 18 juin |      | Real España  | 2-0   | CS Cartagines |      |
| 18 juin |      | CD Olimpia   | 2-1   | CS Herediano  |      |

##### Quatrième tour
| Date                 | Pays | Club         | Aller | Retour | Club                       | Pays | Commentaire |
| 19 sept. / 3 octobre |      | CD Olimpia   | 1-1   | 0-5    | Pumas UNAM                 |      |             |
| 12 / 24 octobre      |      | CS Herediano | 2-1   | 1-1    | Universidad de Guadalajara |      |             |

##### Cinquième tour
| Date              | Pays | Club         | Aller | Retour | Club       | Pays | Commentaire |
| 1er / 28 novembre |      | CS Herediano | 1-1   | 1-5    | Pumas UNAM |      |             |

#### ZoneCaraïbes

##### Premier tour
| Date        | Pays | Club                | Aller | Retour | Club           | Pays | Commentaire       |
| 8 / 22 mars |      | RC Rivière-Pilote   | 0-0   | 2-2    | Tempête FC     |      | Tirs au but : 4-3 |
| 8 / 22 mars |      | Solidarité Scolaire | 1-1   | 1-3    | Reveil Sportif |      |                   |

##### Deuxième tour
| Date        | Pays | Club              | Aller | Retour | Club                      | Pays | Commentaire                          |
| 8 / 22 mars |      | Aigle Rouge       | 1-0   | 0-1    | L'Étoile de Morne-à-l'Eau |      | Tirs au but : 6-7                    |
| 19 avril    |      | RC Rivière-Pilote | 2-0   | 2-0    | Reveil Sportif            |      | Joué sur un seul match en Martinique |

##### Troisième tour
| Date   | Pays | Club              | Aller | Retour | Club                      | Pays | Commentaire                          |
| 31 mai |      | RC Rivière-Pilote | 2-1   | 2-1    | L'Étoile de Morne-à-l'Eau |      | Joué sur un seul match en Martinique |

Le tournoi suivant a eu lieu dans le Stade Pedro Marrero à La Havane à Cuba.
| Rang | Équipe              | Pts | J | G | N | P | Bp | Bc | Diff |
| ---- | ------------------- | --- | - | - | - | - | -- | -- | ---- |
| 1    | FC Pinar del Río    | 7   | 4 | 3 | 1 | 0 | 12 | 3  | +9   |
| 2    | Trintoc             | 5   | 4 | 2 | 1 | 1 | 8  | 4  | +4   |
| 3    | Defence Force       | 5   | 4 | 2 | 1 | 1 | 3  | 1  | +2   |
| 4    | SV Juventus         | 3   | 4 | 1 | 1 | 2 | 4  | 13 | -9   |
| 5    | CRKSV Jong Colombia | 0   | 4 | 0 | 0 | 4 | 3  | 9  | -6   |

| Date       | Pays | Club             | Score | Club                | Pays |
| 12 juillet |      | FC Pinar del Río | 6-0   | SV Juventus         |      |
| 12 juillet |      | Defence Force    | 2-0   | CRKSV Jong Colombia |      |
| 14 juillet |      | Trintoc          | 1-0   | CRKSV Jong Colombia |      |
| 14 juillet |      | FC Pinar del Río | 1-0   | Defence Force       |      |
| 16 juillet |      | Defence Force    | 0-0   | SV Juventus         |      |
| 16 juillet |      | FC Pinar del Río | 3-3   | Trintoc             |      |
| 18 juillet |      | FC Pinar del Río | 2-0   | CRKSV Jong Colombia |      |
| 18 juillet |      | Trintoc          | 4-0   | SV Juventus         |      |
| 20 juillet |      | SV Juventus      | 4-3   | CRKSV Jong Colombia |      |
| 20 juillet |      | Defence Force    | 1-0   | Trintoc             |      |

##### Quatrième tour
| Date            | Pays | Club              | Aller | Retour | Club             | Pays | Commentaire              |
| 9 / 11 novembre |      | RC Rivière-Pilote | 1-1   | 1-2    | FC Pinar del Río |      | Matchs joués à La Havane |

### Phase Finale

#### Finale
| Match aller     | FC Pinar del Río   | 1:1   | Pumas UNAM           | Stade Pedro Marrero La Havane, Cuba |  |
| 16 janvier 1990 | Oswaldo Medina 55e | (0:0) | Juan Carlos Vera 69e |                                     |  |

| Match retour   | Pumas UNAM                                                         | 3:1   | FC Pinar del Río           | Stade Olímpico Universitario Mexico, Mexique |  |
| 6 février 1990 | Juan Carlos Vera 8e · Jorge Campos 37e · Manuel Negrete 61e (pen.) | (2:1) | Raimundo García 45e (pen.) |                                              |  |

| Champion de la CONCACAF 1989 |
| ---------------------------- |
| Drapeau du Mexique           |
| Pumas UNAM Troisième Titre   |